# Дубровка (Вавожский район)
Дубровка — деревня в Вавожском районе Удмуртии. С 2005 по 2021 год входила в состав Тыловыл-Пельгинского сельского поселения.

## География
Деревня расположена на западе республики на расстоянии примерно в 26 километрах по прямой к юго-западу от районного центра Вавожа.
Часовой пояс
Деревня Дубровка как и вся Удмуртия, находится в часовой зоне МСК+1. Смещение применяемого времени относительно UTC составляет +4:00.

## Население
| 2010 | 2012 |
| ---- | ---- |
| 100  | ↘96  |

Национальный состав
Согласно результатам переписи 2002 года, в национальной структуре населения русские составляли 36 %, а удмурты 64 % из 119 чел..